# Paul Bérenger
Paul Raymond Bérenger (ur. 26 marca 1945 w Curepipe) – maurytyjski polityk, premier Mauritiusa od 30 września 2003 do 5 lipca 2005. Lider Walczącego Ruchu Mauritiusu (Mauritian Militant Movement – MMM). 

## Życiorys
Paul Bérenger, pochodzący ze społeczności francuskiej na Mauritiusie, w 1966 ukończył filozofię na University College of North Wales w Bangorze. W maju 1968 brał udział w demonstracjach studenckich w Paryżu. Po powrocie do ojczyzny, w 1969 założył ugrupowanie polityczne Walczący Ruch Mauritiusu (MMM). W 1976 z jego ramienia po raz pierwszy wszedł w skład Zgromadzenia Narodowego. 
Od 1982 do 1983 pełnił funkcję ministra finansów, a w latach 1991-1994 funkcję ministra spraw zagranicznych w rządzie premiera Anerooda Jugnautha. Od 1995 do 1997 był wicepremierem i ministrem spraw zagranicznych w rządzie premiera Navina Ramgoolama. Po wyborach parlamentarnych w 2000 jego partia ponownie zawarła koalicję z Ruchem Socjalistycznym Mauritiusu Jugnautha i w nowym gabinecie Berenger objął stanowisko wicepremiera i ministra finansów. 
Po objęciu urzędu prezydenta przez premiera Anerooda Jugnautha, Bérenger 20 września 2003 zastąpił go na stanowisku szefa rządu. Urząd pełnił do 5 lipca 2005, kiedy wybory parlamentarne wygrała Partia Pracy Navina Ramgoolama. Był jedynym w historii premierem Mauritiusu niepochodzącym ze społeczności hinduskiej. 
W wyborach parlamentarnych w maju 2010 jego partia zdobyła 18 mandatów, przegrywając z Partią Pracy i ponownie znalazła się w opozycji.